# Риу-Бананал
Риу-Бананал (порт. Rio Bananal)  —  муниципалитет в Бразилии, входит в штат Эспириту-Санту. Составная часть мезорегиона Северное побережье штата Эспириту-Санту. Входит в экономико-статистический  микрорегион Линьярис. Население составляет 16 986 человек на 2006 год. Занимает площадь 645,483 км². Плотность населения — 26,3 чел./км².
Праздник города —  14 сентября.

## История
Город основан 14 сентября 1979 года.

## Статистика
- Валовой внутренний продукт на 2003 составляет 50.681.702,00 реалов (данные: Бразильский институт географии и статистики).
- Валовой внутренний продукт на душу населения на 2003 составляет 3.037,93 реалов (данные: Бразильский институт географии и статистики).
- Индекс развития человеческого потенциала на 2000 составляет 0,725 (данные: Программа развития ООН).